# فرودگاه کلارنویل
فرودگاه کلارنویل (به انگلیسی: Clarenville Airport) یک فرودگاه همگانی است که یک باند فرود آسفالت دارد و طول باند آن ۱۱۹۹ متر است. این فرودگاه در کشور کانادا قرار دارد و در ارتفاع ۶۱ متری از سطح دریا واقع شده‌است.